# 道の駅熊野・板屋九郎兵衛の里
道の駅熊野・板屋九郎兵衛の里（みちのえき くまの・いたやくろべえのさと）は、三重県熊野市紀和町板屋にある国道311号の道の駅である。

## 概要
熊野市紀和B&G海洋センター隣に新築で整備。既存の紀和コミュニティセンターの改修と同時に道の駅を併設して開業した。
駅名となっている「板屋九郎兵衛」とは、江戸時代に住民から親しまれた庄屋の人物を表す。

## 施設
- 駐車場
  - 普通車 43台
  - 大型車 3台
- トイレ 14器
- 農産物直売所
- 飲食コーナー（11:00 - 14:00、テイクアウト可）
- 情報提供コーナー

### 管理団体
- 設置者：熊野市
- 指定管理者：熊野市ふるさと振興公社[3][4]

## 休業日
- 第2・第3火曜日

## 周辺
- 丸山千枚田[2][4]
- 赤木城跡[2]
- 瀞峡[2][4]